# Kailarsenia tentaculata
Kailarsenia tentaculata là một loài thực vật có hoa trong họ Thiến thảo. Loài này được (Hook.f.) Tirveng. mô tả khoa học đầu tiên năm 1983.